# Drag Mob
Drag Mob was een Frans bedrijf dat zich vanaf 1991 bezighield met de constructie van zeer bijzondere dragsters.
De machines waren zonder uitzondering voorzien van een 50 cc MBK (Mobylette)-blokje, dat de ene keer diende voor aandrijving van de oliepomp voor de straalturbine, de andere keer moest het 50 cc-tje water verhitten voor een stoom-dragster. 